# 懷玉傳奇 千金媽祖
《懷玉傳奇 千金媽祖》（英語：The Legendary of Matsu）是台灣電視公司2008年八點檔連續劇之一，2008年5月7日開播，2008年12月18日播映完畢，共151集。2008年9月26日以前為星期一至五首播，2008年9月29日起更改為星期一至四首播。從第134集起，劇名改為《懷玉傳奇》。
2008年7月9日，《懷玉傳奇 千金媽祖》被廣電基金選入「2008年第二季優良電視節目」戲劇類。

## 演员表

### 主要演员
| 演员   | 角色     | 昵称/关系/角色概略 |
| 王宇婕 | 陈怀玉   | 怀玉 赵翰文之妻子 陈龙湖、白金兰之女 趙眷、苗歡歡之媳婦 潘珍珠之养女 涂道仁之义女 陈丽淑、陈芙蓉同父异母之妹 陈飞卿&许阿清之三姐 白若岚之姨甥女 潘银山之养外甥女 赵翰宇之表妹 赵子龙之养表姨 河伯、阎爱君、赵玉真、刘采蝶之友 漳州之前三郡主→平民→织造署&裁造院之前宫女→七皇子妃(大食國來訪)→念文公主(翰文灰飛煙滅)→大宋朝之一品巡按，妈祖娘娘手中莲花玉笏之化身 于105集被赵眷封为一品巡按、在第137集收到烏日的手環，媽祖在夢中提醒磨難才開始，而最大的敵人是最親近的人, 第139集知道長老因幫他幫助他們而被下蠱，第140集與水月協議假中蠱，而後假裝讓秀玉下蠱，成為美玉。 |
| 王宇婕 | 白美玉   | 美玉 白秀玉(乌日)和醉人蜂之表妹 苗欢欢之近身侍婢 在140集成為美玉，烏日把她調到苗欢欢身邊，故意挑波烏日對付忘情。幫洞天老者 春滿 夢蝶倒茶，卻被刁難太燙，反整夢蝶吐了整身水就跑去重換。在141集洞天老者要其幫忙脫翰文褲子，芙蓉給其有毒暗器，表面上讓她防身，實則是希望她殺人入魔道。石文生想對歡歡硬來，被其阻止。並說明讓歡歡回去一趟，再好好說服。翰文求親其，第142集翰文再次求親。聽到翰文的告白下，為了洞天老者的事就同意。被下指示殺歡歡，假意笨手笨腳刺傷自己的手。讓文生疑心又是烏日搞的鬼。後聽到芙蓉和雲煙的計畫，心中大驚兩人竟然是合作關係 |
| 段星卉 | 陈芙蓉   | 芙蓉 赵翰文之前女友 陈龙湖、潘珍珠之女 陈丽淑之妹 陈怀玉、陈飞卿&许阿清同父异母之二姐 潘银山之二外甥女 白魔女之前徒弟 漳州之前二郡主→平民→万花楼之前妓女 因一忧子施法而把翰宇误认为翰文并发生性关系、后得知翰文失去跟怀玉相爱的记忆并冒充其的未婚妻导致魔化。后来被婉婷设计拆穿假冒翰文的未婚妻并被囚禁、后在白魔女帮助下逃离宫中而落入万花楼卖身。已學會白魔女所創的魔功，第138集救了長老，利用長老對楚天下蠱，與雲煙要一起對付翰宇，在雲煙問其練魔功無法入仙班時，讓她知道其已穿了無縫天衣，即使練魔功依然能成仙，告訴雲煙可以吃長生不死丹成仙。於140集第一次看到洞天老者，告知雲煙等人翰文懷玉中蠱毒，雖然不信，三番兩次試探懷玉是否真的中蠱，後跟雲煙說只要聽其言方可取代白魔女為世上最強魔女，請夢蝶將長老從烏日拿到的刀槍人入的藥單帶去給海麗，讓海麗交給雲煙，第141集透過給有毒暗器，表面上讓懷玉防身，實則是希望她殺人入魔道，第142集欲向烏日套問長生不老藥的秘密，烏日避而不答。第151集被翰文用剑刺成重伤而回忆跟怀玉相处过程以致悔改并且跟怀玉交代遗言、后在怀玉怀中去世。 |
| 段星卉 | 莲华真君 | 莲华真君 拥有神器：紫青双剑 因說謊跟九頭火龍被金剛神收留一事無關，下凡修練。最終走入魔道，但最終悔改于第151集妈祖娘娘提及被关入天牢思过九百九十九年 |
| 宋达民 | 赵翰文   | 翰文 陈怀玉之丈夫 陈芙蓉欺騙下成為未婚夫妻 苗达之外孙 赵眷、苗欢欢之子 赵翰宇、赵翰林同父异母之弟 赵翰章、赵玉真之七哥 赵子龙之养七叔 赵丽花(赛天仙)之七侄子 大宋朝之七皇子→平民→大宋朝之七皇子→苗家客栈之前伙计 在第137集收到烏日的手環，139集知道長老因幫他幫助他們而被下蠱，在醉人蜂的鼓吹下，夢蝶幫忙烏日讓翰文吃下蠱毒，而變成苗家客栈伙计。因醒來第一個看到的是進房來看其的懷玉，所以又愛上懷玉一次。變得比較主動直接，化名翰文的夥計。洞天老者為恢復法術要其脫褲子，其說只有三個狀況才脫，一是上廁所，二是洗澡，三是洞房。第140集洞天老者用水潑者想看其脫褲子，第141集用瀉藥，但春滿中招就失敗，多次追求美玉，即使拒絕還是一直愛慕懷玉，第142集再次對美玉求親。于150集因洞天老者给的解药并解除蛊毒并恢复记忆 |
| 宋达民 | 四好     | 当赵翰文被施反生基收于墓中而被许孝顺带回宫中加假扮翰文跟大食国商谈、后跟大食国商谈成功而离宫 |
| 宋达民 | 赵翰章   | 翰章 苗达之外孙 赵眷、苗欢欢之子 赵翰宇、赵翰林同父异母之弟 赵翰文之弟 赵玉真之八哥 赵子龙之养八叔 赵丽花(赛天仙)之八侄子 大宋朝之八皇子 于出生得到麻风病、于6岁时被送入法德寺休养、于12岁逃离法德寺 已去世多年而被紫微将军封在冰山里、所以身体才没腐烂 所以翰文是用翰章的身体回魂的，然後之前都是紫微将军假扮的翰章。 |
| 宋达民 | 紫微将军 | 紫微将军 拥有神器：霸王枪 |
| 秦杨   | 赵翰宇   | 翰宇 終因對母親之情而悔改 甄婉婷之夫 刘香兰、林丽娜之前夫 李梅香之前男友 赵子龙之养父 赵眷、白若岚之子 赵翰林、赵翰文、赵翰章、赵玉真同父异母之大哥 赵丽花(赛天仙)之大侄子 白金兰之姨甥 陈怀玉、陈飞卿&许阿清之表哥 甄威之女婿 周海丽之前女婿 林卡蒙之前侄女婿 林依莎(平安)之前堂姐夫 王雅琳之师父 大宋朝之太子→大宋朝之代天子→大宋朝之太子→大宋朝之大皇子→丐帮之帮主 于第151集因误伤若岚而回忆过去的种种以致悔改、后目睹若岚身亡而自杀身亡。 |
| 秦杨   | 忘情     | 忘情 翰宇在受雲煙困龍陣之傷後，又被推入懸崖後，被石文生一行人救到練毒，變成石文生之手下，不可動情，一動情就會死。 第138集被雲煙等人用毒氣也不要緊。第141集告知文生藥方外流， |
| 秦杨   | 金刚神   | 金刚神 拥有神器：震世钢刀 因收留九頭火龍一事導致災害下凡修練，因修成惡果，最終悔改于第129集因触犯天条而被关入天牢 于第151集妈祖娘娘提及被关入天牢思过九百九十九年 |

### 其他单元演员
| 演员   | 角色          | 昵称/关系/角色概略 |
| 吳皓昇 | 高明          | 阎爱君之男友 赵翰文之前贴身护卫→赵眷之贴身一品带刀侍卫 于第134集爱君提及被赵眷派去协助许公公 |
| 余俊贤 | 阿福          | 赵翰文之前贴身书僮→赵翰林之前随从→赵翰文之贴身书僮 于151集因洞天老者的解药并解除蛊毒并恢复记忆 |
| 余俊贤 | 阿祿          | 於136集失憶成卖菜的阿祿 |
| 谢宜蓁 | 平安 林依莎   | 依莎公主 當公主時因清香茶變野蠻不認人 林卡蒙、云萨瓦之女 林伊本之妹 林念怡之姑姑 周海丽之侄女 林丽娜、林索法(梦蝶)之堂妹 陈怀玉之前近身侍婢→织造署&裁造院之前宫女→赵玉真之前近身侍婢→陈怀玉之近身侍婢→大食国之公主 |
| 张怀文 | 如意          | 陈怀玉之前近身侍婢→织造署&裁造院之前宫女→苗欢欢之近身侍婢 于第104集昏倒在路邊，被阿福陳公公救起,第135集因贪污案而入狱 |
| 王皓   | 姜疾风        | 疾风 白魔女之养子 姜冠豪之兄 赵子龙之伯父 赵翰宇之前贴身护卫 于第38集被芙蓉用剑刺伤再被翰宇用剑刺死 |
| 聂秉贤 | 一忧子        | 刘堡主 最初因害白魔女傷妖界四大長老，悔改並跟懷玉一人合作 赵翰宇之前手下→刘家堡之前堡主&妖判（笔仙）之前手下 于第101集解散刘家堡而跟常安回妖界 |
| 郑志伟 | 九龙河河伯    | 河伯 陈怀玉之友 妈祖娘娘派来帮助怀玉度过所有难关 |
| 唐玲   | 阎爱君        | 爱君 高明之女友 阎罗王之妹 花蝴蝶之前近身侍婢→织造署&裁造院之前宫女→人事司之尚宫 于41集被花蝴蝶调往织造署，于102集因花蝴蝶离职而升为尚宫 |
| 卢彪   | 阎罗王        | 阎君 阎爱君之兄 |
| 郭正伦 | 黑无常        | 小黑无常之父 阎罗王&阎爱君之手下 |
| 李东龙 | 白无常        | 小白无常之父 阎罗王&阎爱君之手下 |
| 詹惟中 | 詹公公        | 执事处之大总管&许孝顺之下属 于第135集跟陈公公被揭发贪污而被收押、后婉婷帮助而逃离皇宫。于第151集跟陈公公返回宫中揭发婉婷为贪污案之一 |
| 陈胜发 | 潘银山        | 银山 潘珍珠之兄 陈丽淑、欧贯日、陈芙蓉之舅舅 陈怀玉之养舅舅 大宋朝之太师 赵翰宇、赵翰文、赵玉真之教师 于第29集被冠豪用剑刺伤而跟怀玉交代遗言就去世 |
| 龙冠武 | 赵眷          | 皇上 白若岚、苗欢欢、王懿妃之夫、假皇后之夫 赵翰宇、赵翰林、赵翰文、赵翰章、赵玉真之父 甄婉婷之公公 刘香兰、林丽娜之前公公 索法(梦蝶)之前岳父 赵子龙之养祖父 赵丽花(赛天仙)之弟 苗达之女婿 陈怀玉、陈飞卿&许阿清之姨丈 大宋朝之皇帝 |
| 王美雪 | 白若岚 白魔女 | 若岚 赵眷之妻 赵翰宇之母 甄婉婷之婆婆 刘香兰、林丽娜之前婆婆 赵子龙之养祖母 白金兰之妹 陈怀玉、陈飞卿&许阿清之阿姨 王懿妃之友 织造署&裁造院之前宫女→织造署&裁造院之前尚功→大宋朝之皇后，後因跟白魔女換臉三十年，又再次替換一次，最終以原臉過世 于第151集为了救赵眷而被翰宇打成重伤而跟翰宇交代遗言、后在赵眷怀中去世 出場至93集除回憶戲都是白魔女，後換回白若嵐 |
| 李芳雯 | 苗欢欢        | 欢欢 赵眷之妻 赵翰文、赵翰章、赵玉真之母 索法(梦蝶)之前岳母 苗达之女 大宋朝之贵妃→平民→大宋朝之贵妃 於137集被下咒，聽鈴鐺聲留在石家莊，被帶到石文生府內，在138集說出當初與文生的過往，對文生只有兄妹之情，嫁給大宋皇帝，只留下18歲的記憶。在142集看到翰文感覺特別有緣，于147集因洞天老者施法解开蛊毒并恢复记忆 |
| 曾莞婷 | 甄婉婷        | 婉婷 赵翰宇之妻 赵子龙之母 甄威之女 赵眷、白若岚之媳妇 赵翰林、赵翰文、赵翰章、赵玉真同父异母之大嫂 赵丽花(赛天仙)之大侄媳妇 白金兰之姨甥媳妇 陈怀玉、陈飞卿&许阿清之表嫂 大宋朝之太子妃→大宋朝之代天子妃→大宋朝之太子妃→大宋朝之大皇子妃 孩子於134集就已出生，于第151集被翰宇打成重伤而跟赵眷交代遗言死于巧儿怀中，與冠豪生一子，名子龍 |
| 黄瑄   | 巧儿          | 甄婉婷之近身侍婢 流星之徒弟 于40集跟随婉婷离宫，于144集再度登场 |
| 方数真 | 赵玉真        | 玉真 索法(梦蝶)之前妻 苗达之外孙女 赵眷、苗欢欢之女 赵翰宇、赵翰林同父异母之妹 赵翰文、赵翰章之妹 赵子龙之养姑姑 赵丽花(赛天仙)之侄女 海丽之前媳妇 卡蒙之前侄媳妇 哈曼之师父 大宋朝之公主→平民→大宋朝之公主 前世为法器仙子 在大食假裝與索法王子成親，對付完白魔女後，離開大食。因苗貴妃貪污罪，跟其到了苗寨。其他是阿福受控制而提議，在136集跟蹤烏日，被烏日攻擊。收到醉人蜂的手帶。在137集聽到烏日和醉人蜂的話"要將苗貴妃母女當祭品"，所以偷跑時發現晚上會有活死人在外面走，被烏日等人"救"回來說辯說祭品是山豬，向她們敬茶，並告知活死人會尋她們氣味，送鈴檔給她們。對此母女下藥。于143集因洞天老者帮助而解开蛊毒并恢复记忆 |
| 方数真 | 苗玉英        | 玉英 楚明之女友 苗达之外孙女 對外宣稱翰文的表妹 第137集出場已忘記所有記憶，第138集與楚天聊有關玉真的事，第139集因楚天的癡心對他有點好感，長老給其藥，讓其想辦法讓楚天吃下，對她死心踏地才放心。為把楚天留在她身邊，對外說明楚天就是楚明。 |
| 陈威翰 | 陈公公        | 小陈子 执事处之二总管→许孝顺&詹公公之下属 于第135集跟詹公公被揭发贪污而被收押、后婉婷帮助而跟詹公公逃离皇宫、于第151集跟詹公公返回宫中揭发婉婷也是贪污者之一 |
| 陈玉玫 | 林怡萍 雅格   | 怡萍 本剧可憐人為得公平平安日子，嫁給伊本為次妃，依然被欺負，為此拜四靈圖變為惡鬼被利用，終已悔改 林伊本之继妻 林念怡之母 林卡蒙、云萨瓦之媳妇 依莎(平安)之小嫂 周海丽之侄媳妇 林丽娜、林索法(梦蝶)之堂嫂 织造署&裁造院之前尚功→织造署&裁造院之前宫女→人事司之前宫女→御膳房之前厨娘→大食国之次妃 于41集因不满白雪分配工作而在花蝴蝶煽动下申请调往人事司 于第120集被云烟用刀刺死而埋在墙壁上 于第122集玉真发现已死并且被埋在墙壁上、后被冠豪用法术控制而变成恶鬼 于第123集因被金刚神用震世钢刀把她魂魄打散 于第124集被莲华真君和金刚神把她魂魄找回来、后看孩子最后一眼而投胎转世到天堂 |
| 黃崴琳 | 秀红          | 织造署&裁造院之前宫女→人事司之宫女→甄婉婷之前近身侍婢→赵玉真之前近身侍婢→人事司之宫女 于41集因不满白雪分配工作而在花蝴蝶煽动下申请调往人事司，替婉婷在宫中搜集情资及监督翰宇的行踪 |
| 江俊翰 | 姜冠豪        | 冠豪 赵子龙之父 白魔女之养子 姜疾风之弟 赵翰宇之前近身护卫→甄婉婷之前近身护卫 于第131集因把法术传给云烟而受重伤以致悔改并且跟云烟交代遗言、后在云烟怀中去世 |
| 严伟立 | 林伊本        | 伊本王子 罗苏珊、林怡萍(雅格)之夫 林卡蒙、云萨瓦之子 依莎(平安)之兄 周海丽之侄子 林丽娜、林索法(梦蝶)之堂兄 大食国之王子 于第119集被云烟用钉子钉死 |
| 陈怡真 | 白魔女 白若岚 | 白若岚以此樣子囚禁30年，回憶畫面都是白魔女，93集又換回白魔女 姜疾风、姜冠豪之养母 赵子龙之养祖母 陈芙蓉之前师父 于第132集毀掉四大神器受天譴，後被芙蓉用魔功消灭 |
| 刘晓忆 | 王春满        | 春满 哈曼之妻 哈敏之媳妇 万花楼之前老板娘→丐帮之前成员，在多次幫雲煙，終跟哈敏湊一對。在苗族遇到洞天老者，後因看其褲底，所以失法術，與他同謀看一男二女的褲底，其一是翰文，在其中141集中瀉藥， |
| 丁国琳 | 刘云烟        | 云烟 曾為劉家堡殺手，反臥底 赵翰宇之未正式成親的妻 万花楼之前花魁→刘家堡之前杀手電→丐帮之前成员 擅长法术：摄魂术 在132集在翰宇等人與白魔女對打後，將昏迷的翰宇帶走。但翰宇假意與她有協議親手抓在到大殿上，在到大牢哄喝下化功散的雞湯，吃下春滿姨從翰宇故意讓她拿的毒藥，卻恢復魔功，竟然是春滿姨不小心把哈曼姨給翰文的藥跟其互換。於136集出現救了親王妃母女，一起對付翰宇，以困龍陣對付他。在練習新魔功。於137集遇到半夜出門查訪的翰文一行人，還打傷芙蓉。138集發現翰宇沒死，反而武功變好。雲煙以金蠶蠱毒控制麗娜。第139集看到芙蓉的魔功，要一起對付翰宇，在雲煙問其練魔功無法入仙班時，讓她知道其已穿了無縫天衣，即使練魔功依然能成仙，告訴雲煙可以吃長生不死丹成仙,改對付石文生，第140集搬入長老準備的地方練魔功，被告知翰文懷玉中蠱毒。海麗交給其刀槍不入的藥單，這藥單為烏日給長老對付忘情的，芙蓉將其透過夢蝶等人交給其。心想如果能除掉翰宇，那芙蓉也非難事，第142集在泡藥方時，忘情在藥缸中下蝕骨毒，洞天老者偷看到，完成任務。花瓣丟入馬上枯黃乾枯，懷疑是麗娜下毒，於是催動蠱毒，麗娜痛不欲生。順海麗聽從芙蓉的指示，故意出示毒藥讓麗娜吃下毒藥， |
| 沈世朋 | 刘楚天        | 楚天 刘家堡之前杀手风→赵玉真之贴身护卫 前世为链刀士，愛上法器仙子 擅长法术：疾惊风 與138集偷跟到長老家，本來問長老，卻跟著玉英後面出去，跟她說起他跟玉真上輩子的事，給阿祿銀子時阿祿掉下金釵，暫時說出苗貴妃，但又被來回阿祿身份(正午的陽光照到眼睛會暫時想起來)，長老給了支匕首給他，匕首內有紙條指向水月。于151集因洞天老者的解药并解除蛊毒并恢复记忆 |
| 沈世朋 | 楚明          | 楚明 苗玉英之未婚夫 第139集已忘記記憶，成為楚明就變得有點花花的，還在喝酒情況下對懷玉表白，每天被玉英管罵，第141集把美玉叫成懷玉，一直向美玉告白。 |
| 周明增 | 哈曼          | 哈曼国师 王春满之夫 哈敏之子 赵玉真之徒弟 大食国之国师→大宋朝之前二品无理大学士→大食国之国师 前世为洞天老者，137集第一次正式出場，因為看到春滿的褲底，法術暫時沒了。為恢復法術求籤，要以毒攻毒，因看褲底就要再看褲底，因失法褲是男，要看一男二女而且三等人，第一等為王相(翰文夢蝶)，第二等朝廷欽犯(翰宇雲煙)，第三等販夫走卒(醉人蜂)，第141集請懷玉幫忙讓翰文脫褲子，並在夢蝶幫忙下偷看到雲煙打算泡藥方，完成任務 |
| 杨烈   | 林卡蒙        | 卡蒙国王 云萨瓦之夫 林伊本、依莎(平安)之父 罗苏珊、林怡萍(雅格)之公公 林念怡之祖父 林丽娜、林索法(梦蝶)之叔叔 大食国之国王 |
| 岳庭   | 云萨瓦        | 萨瓦王后 林卡蒙之妻 林伊本、依莎(平安)之母 罗苏珊、林怡萍(雅格)之婆婆 林念怡之祖母 林丽娜、林索法(梦蝶)之婶婶 大食国之王后 |
| 林健寰 | 赵翰林        | 翰林 罗苏珊之情夫 赵眷、王懿妃之子 赵翰宇同父异母之弟 赵翰文、赵翰章、赵玉真同父异母之五哥 赵子龙之养五叔 赵丽花(赛天仙)之五侄子 大宋朝之五皇子→大宋朝之太子→大宋朝之五皇子 曾在134集在皇后的幫忙下逃獄 |
| 陈伶宣 | 秋菊          | 人事司之宫女→白魔女之前近身侍婢→甄婉婷之前近身侍婢→人事司之宫女 |
| 杨琼华 | 周海丽        | 海丽亲王妃 林丽娜、林索法(梦蝶)之母 赵玉真之前婆婆 赵翰宇之前岳母 林卡蒙之大嫂 林伊本、罗苏珊、林怡萍(雅格)、依莎(平安)之阿姨 林念怡之姨婆 大食国之前亲王妃→平民 於133集被打入大牢，於136集來到大宋看到夢蝶跟翰文懷玉一起，跟蹤翰宇被其打傷，雲煙為殺翰宇出現救了。一起跟雲煙合作對付翰宇，並在雲煙對付完後推翰宇下懸崖，在137集進苗家寨想對付翰文懷玉，去找雲煙幫忙對付翰文懷玉，第140集與雲煙搬到長老所準備的地方，向長老詢問七皇子下落找到索法，被告知翰文懷玉中蠱毒。從夢蝶手上拿到刀槍不入的藥方交給雲煙，幫忙雲煙準備藥材被翰宇發現，在141集雲煙懷疑是麗娜下毒，催動蠱毒時喊冤求情，要求查明真相，拿毒藥瓶詢問苗達藥材成分，苗達聞過藥瓶後，發現藥物被調了包。第142集詢問夢蝶，夢蝶說不是她，希望其放棄報仇，依芙蓉之計，在雲煙食物中下金蠶蠱，以取得解藥，但雲煙早有準備，故意出示毒藥，讓麗娜中毒死亡，去找夢蝶來看麗娜的墳塜，心痛不已，狀似瘋癲跑離，拿出得自翰宇的會票，點火焚化，被雲煙追來，最終跳崖自杀身亡。 |
| 何妤玟 | 林丽娜        | 丽娜群主 赵翰宇之前妻 周海丽之女 林索法(梦蝶)之姐 林卡蒙之大姪女 林伊本之堂妹 依莎(平安)之堂姐 林念怡之堂姑 大食国之前郡主→平民 在132集嫁給翰宇，於133集被打入大牢於136集來到大宋看到夢蝶跟翰文懷玉一起于，跟蹤翰宇被其打傷，雲煙為殺翰宇出現救了。一起跟雲煙合作對付翰宇，並在雲煙對付完後推翰宇下懸崖，在137集進苗家寨想對付翰文懷玉，去找雲煙幫忙對付翰文懷玉，第138集不想報仇所以拿的錢來走，但被海麗雲煙發現，雲煙逼海麗人吃下金蠶蠱毒。第140集與雲煙搬到長老所準備的地方，跟海麗去找索法，被告知翰文懷玉中蠱毒，從夢蝶手上拿到刀槍不入的藥方交給海麗，幫忙雲煙準備藥材時被翰宇發現，第141集泡藥方時，雲煙將花瓣丟入馬上枯黃乾枯，被懷疑下毒，於是催動蠱毒，痛不欲生，在海麗求情後，要求查明真相。第142集因吃海丽的解药其实是毒药而中毒、后跟海丽交代遗言而在海丽怀中去世。 |
| 王瞳   | 林索法 梦蝶   | 索法王子(郡主) 為愛變壞女人 赵玉真之前夫 周海丽之女 林丽娜之妹 林卡蒙之二姪女 林伊本之堂妹 依莎(平安)之堂姐 林念怡之堂二姑 大食国之前王子(郡主)→人事司之前宫女→苗家客栈之前伙计 132集被大家知道是女扮男裝，並在於133集被打入大牢，大刑前跟翰文告白若有一天夢到蝴蝶就是她的思念，翰文卻回答他只愛懷玉一人，讓索法下輩子找個相愛的人，第134集開始依夢蝶的名字跟懷玉等人回到大宋，原來是國王心軟讓其詐死，變成平民。在137集被石文生誘導向翰文下藥。在第137集收到烏日的手環，第139集被醉人蜂一語道破想對翰文下癡心蠱，假裝頭痛讓醉人蜂對她說去摘藥，醉人蜂騙翰文說懷玉掉下去，給他說解藥(其實是癡心蠱加善蠱)。醉人蜂說翰文會愛上睡醒第一個看到的人。一大早就去等翰文起床讓他愛上她，因忘記拿毛巾就折返去拿，卻在此時翰文起床了，而懷玉走進來，翰文依然愛懷玉，但變成很直接主動的。第140集海麗跟麗娜找到其，鼓吹其去殺了翰文懷玉，洞天老者把說話，而後建議洞天老者去找醉人蜂看褲底。芙蓉說服其將藥方帶去給海麗，讓海麗交給雲煙。但海麗希望其回來一家團圓，但其太愛翰文不願離開，在141集替洞天老者幫忙看雲煙，在142集看到麗娜的墳塜。于147集起再无出现          |

### 第一单元：身世之谜（第1集-第26集）
| 演员   | 角色          | 昵称/关系/角色概略 |
| 马维欣 | 陈丽淑        | 丽淑 欧贯日之妻 陈龙湖、潘珍珠之女 陈芙蓉之大姐 陈怀玉、陈飞卿&许阿清同父异母之大姐 潘银山之大外甥女 漳州之前大郡主→平民 因欧贯日被画皮怪附身吸取央企导致身体虚弱，在于芙蓉揭发后而逐渐痊愈 于第65集怀玉提及诞下双胞胎女婴 |
| 黄仲裕 | 陈龙湖        | 龙湖 潘珍珠之夫 白金兰之前男友→白金兰之情夫 陈丽淑、陈芙蓉、陈怀玉、陈飞卿&许阿清之父 欧贯日之岳父 漳州之前郡王→平民 |
| 王中皇 | 欧贯日        | 贯日 陈丽淑之夫 陈龙湖、潘珍珠之女婿 陈芙蓉之大姐夫 陈怀玉、陈飞卿&许阿清同父异母之大姐夫 潘银山之大外甥女婿 于20集因陈怀玉消灭画皮怪而恢复肉身并跟丽淑团聚 漳州之前大郡爷→平民                                            |
| 马惠珍 | 潘珍珠        | 珍珠 為愛而壞，最終感化! 真心與陳龍湖一生，把其子女疼為親生 陈龙湖之妻 陈丽淑、陈芙蓉之母 陈怀玉之养母 陈怀玉、陈飞卿&许阿清之大娘 欧贯日之岳母 潘银山之妹 漳州之前郡王妃→平民                                             |
| 洪瑞霞 | 许瑞华        | 番薯嬷 许婉君之母 陈飞卿&许阿清之养祖母 |
| 王欣逸 | 陈飞卿 许阿清 | 飞卿&阿清 陈龙湖、白金兰之子 陈丽淑、陈芙蓉同父异母之弟 陈怀玉之弟 白若岚（白魔女）之姨甥 赵翰宇之表弟 赵子龙之养表叔 许瑞华之养孙 许婉君之养侄子                                                                          |
| 孟庭丽 | 白金兰        | 金兰 陈龙湖之前女友→陈龙湖之情妇 陈怀玉、陈飞卿&许阿清之母 白若岚（白魔女）之姐 赵翰宇、甄婉婷之阿姨 赵子龙之养姨婆 于十二年前因潘珍珠纵火而身亡、由白兔精再次出现                                                         |
| 康祺   | 李全          | 李总管 陈家之前管家 于第6集因被一忧子用法术控制而自杀身亡 |
| 李金玲 | 猫妖          | 由一忧子用法术变出 于第5集被一忧子施法而魂飞魄散 |
| 嘎嘎叫 | 阿财          | 陈家之前管家 |
|        | 许婉君        | 婉君 许瑞华之女 陈飞卿&许阿清之养阿姨 白金兰之近身侍婢 于十二年前因潘珍珠纵火而身亡、于第26集因平反而投胎转世 |
| 谢其均 | 金宝          | 金宝 潘银山之下属 |

### 第二单元：宫中风云（第26集-第115集）
| 演员   | 角色          | 昵称/关系/角色概略 |
| 余采恩 | 王雅琳        | 雅琳 為愛楚天替白魔女為手下 赵翰宇之徒弟 白魔女之前近身侍婢→丐帮之成员 |
| 游诗璟 | 秋香          | 苗欢欢之前近身侍婢 于第43集停止工作 |
| 叶华   | 白雪          | 王坤和之女友 织造署&裁造院之宫女→织造署&裁造院之尚功 于第58集被冠豪用剑刺成重伤而身亡 |
| 陈嘉君 | 春花          | 织造署&裁造院之前宫女→人事司之前宫女 于41集在花蝴蝶等人煽动下申请调往人事司、于第59集停止工作 |
| 周孝虹 | 珊瑚          | 因與蓮華仙子等事，下凡修念，差點被認成為伊莎公主。 陈芙蓉之前近身侍婢→人事司之宫女 前世为织云仙子 于第92集停止工作                                                                                |
| 谢丽金 | 花蝴蝶        | 小花 人事司之前尚宫 于第84集申停工作，于第102集陈公公提及已告假回乡养病 |
| 白冰冰 | 赵丽花 赛天仙 | 丽花 赵眷之姐 赵翰宇、甄婉婷、赵翰林、赵翰文、赵翰章、赵玉真之姑姑 赵子龙之养姑婆 大宋朝之朝阳长公主→平民                                                                                         |
| 许效舜 | 许孝顺        | 许公公 赵丽花之前近身太监&执事处之大大总管 于第40集被赵眷派去雪岩山 |
| 李秉桦 | 王坤和        | 坤和 白雪之男友 大宋朝之镇国大将军 于第44集因翰文帮助下恢复信心而回边疆 |
| 周绍栋 | 甄威          | 大将军 甄婉婷之父 赵翰宇之岳父 赵子龙之外祖父 大宋朝之骠骑大将军 |
| 方骏   | 涂道仁        | 道仁 陈怀玉之义父 曾为宫中之御厨&厨神 |
| 余炳贤 | 九龙火龙      | 小火子 妖怪 甄婉婷之近身太监 當年白魔女將紫微将军的九根肋骨打出，而幻出而成，因金剛神收留亂世間，紫微将军將他化為蛋修行、后被婉婷收服而幻成人形 于第62集被白魔女打回九根肋骨，回翰文身上          |
| 季文彬 | 小白无常      | 白无常之子 因白无常去旅行而代班 |
|        | 小黑无常      | 黑无常之子 因黑无常去旅行而代班 |
| 张文进 | 虎彪          | 虎彪 万花楼之前保镖 |
|        | 小翠          | 刘云烟之前近身侍婢 于第69集因云烟入宫而辞退 |
| 胡晓芳 | 刘采蝶        | 采蝶 陈怀玉之友 刘家堡之杀手雷、擅长法术：轰天雷 于第86集因動情，被妖判設定为救怀玉而被云烟打成重伤、后跟怀玉和楚天交代遗言而在楚天怀中去世，並吻其胸口，成為胭脂燙打開楚天的命運(只要動心就會死) |
| 史黛西 | 林雪荷        | 雪荷 刘家堡之前杀手雨→丐帮之成员 擅长法术：寒星雨 |
| 吴炎栋 | 常安          | 常总管 刘家堡之前总管 于第101集跟在于一忧子解散刘家堡后跟一忧子回妖界 |
| 陈若萍 | 妖判 笔仙     | 原为天庭的笔仙、后为妖界的妖判 于第101集解除所有人的魔咒、后用无间火烧死自己 |
| 许庭华 | 惠美          | 人事司之宫女 |
| 王中皇 | 欧拜          | 丐帮之前帮主→丐帮之成员 |
|        | 明輝          | 帝国士兵 于第105集被打死由云烟 |
| 李国祯 | 阿昆          | 丐帮之成员 于第105集被怀玉等人挟持时被冠豪用飞镖射死 |
| 张世贤 | 阿信          | 丐帮之成员 |
| 吴东冈 | 阿冈          | 丐帮之成员 |
|        | 柳公公        | 小柳子 陈公公之下属 于第106集因涉及贪污案而被赵眷下旨叫侍卫杖棍不慎被打死 |

### 第三单元：大食国（第115集-第133集）
| 演员   | 角色     | 昵称/关系/角色概略 |
| 林立青 | 周苏珊   | 苏珊王子妃 林伊本之妻 赵翰林之情妇 林卡蒙、云萨瓦之媳妇 林依莎(平安)之大嫂 周海丽之大侄媳妇 林丽娜、林索法(梦蝶)之堂嫂 大食国之大王子妃 于第125集被云烟杀害 |
| 连明月 | 哈敏     | 哈敏婶 哈曼之母 王春满之婆婆 |
| 简家玮 | 冰水蛙神 | 火麒麟之男友 居住哈敏婶创发的神灯中,很話癆。於118被哈曼丟出來，遇上火麒麟後，在火焰洞救她一次，後來哈曼要他對付就回神燈，於120再次出場，跟火麒麟不打不相識，在122集不小心親到火麒麟，126集要為火麒麟拿回犄角，被哈敏嬸給哈曼的雞湯淋昏，撿到玉真從索法拿回來的犄角，就成一對了 |
| 周芯莹 | 火麒麟   | 冰水蛙神之女友 曾因犄角被索法拿走而听命其，跟火麒麟不打不相識，成為一對歡喜冤家 |
| 李亮瑾 | 菲雅     | 依莎(平安)之近身侍婢 一直用清香茶使平安變成野蠻不解理，于第117集服毒自杀身亡 |

### 第四单元：苗家寨（第135集～第151集）
| 演员   | 角色   | 昵称/关系/角色概略 |
| 林安迪 | 苗达   | 苗欢欢之父 赵眷之岳父 赵翰文、赵翰章、赵玉真之外祖父 苗家之长老 因告訴翰文一人水月的事，被石文生指使烏日下金蠶蠱毒，差點自殺，被芙蓉阻止。第139集聽從芙蓉指示讓其想辦法讓楚天吃下蠱。第140集讓雲煙一行人躲起來練功，烏日去說服對付忘情，找一個願意犧牲生命的吃下就可以對付忘情。為了救回歡歡，把藥給芙蓉處理。141集海麗拿毒藥瓶詢問藥材成分，聞過藥瓶後，發現藥物被調了包。被逼娶苗歡歡，下聘時拒絕讓文生氣惱。 |
| 林小楼 | 白秀玉 | 秀玉(乌日) 喜歡石文生，最終因文生的背叛，最終悔改 假裝是白美玉(懷玉)的大表姐 醉人蜂、水月、流星之师姐 苗家客栈之老板娘&苗族之巫师 在苗族內使魔功增強的原因，無法使法術。而且研穿各種丹藥，其中長生不死之藥。第140集說過還差45個人，要趕在五星連珠時完成煉藥準備。試圖殺苗歡歡卻被石文生救到。因石文生不愛她，喝酒消苦，此時只有同仁在她身邊，但其此時還不解風情。去說服長老對付忘情，找一個願意犧牲生命的吃下就可以對付忘情。在141集被質問，但巧妙撇清。第142集對秀玉下指示殺歡歡，在芙蓉問其長生不老藥的秘密時，避而不答。于151集并跟萧同仁隐居山 |
| 吴元俊 | 石文生 | 文生 苗族之族长 喜歡苗歡歡，騙她說皇帝要苗族徵男兵，做一套說一套，第141集想對歡歡硬來，被懷玉阻止。逼娶苗歡歡，在142集疑心又是烏日搞的鬼，但為了長生不死藥無奈作罷。被拒絕氣惱。于151集为了长生不老的药跟陈芙蓉对决中被其打断一只手,后为对付石文生利用金针过穴导致武功全废于151集被翰文跟楚天用大石头压在底下永世不得离开 |
| 王琦   | 醉人蜂 | 白假裝是美玉之二表姐 白秀玉(乌日)之师妹 苗家客栈之厨师 |
| 杨仲恩 | 萧同仁 | 同仁 苗家客栈之店员 第141集原來其會聾啞，是因為餵血給金蠶之故，生生世世都在尋找烏日的轉世。于151集跟乌日隐居山林 |
| 黄崇兰 | 水月   | 白秀玉(乌日)之师妹 於137集因看在楚天願為朋友犧牲，所以提醒楚天待在苗家寨越久，會漸漸失去記憶身份。再次遇到翰文一行人再次提醒，玉真母女跟阿福一樣不是原本的她們了。第138集長老指示來找其，說出真相:黑苗白苗之鬥爭，吃下善蠱的人，晚上就會變活死人。因中了師姐的蠱變成老婆婆。第139集烏日醉人蜂要其殺苗歡歡，但其反對，第140集找上懷玉說明在月光下才能恢復少女，跟懷玉協議下要假中蠱 |
| 蔡裴琳 | 流星   | 白秀玉(乌日)之师妹 巧儿之师父 于150集因乌日为取得长生不老的药书而被其打成重伤且五脉俱断,后跟怀玉交代遗言就断气 |
| 简庆宗 | 恩德   | - |
| 贺一航 | 徐福   | - |

## 戲劇歌曲

### 片頭曲
1.代替(2008年5月7日－2008年7月1日)
- 演唱：羅時豐、大芭

2.一段情(2008年7月2日－2008年8月22日)
- 演唱：蔡秋鳳

3.舊情(2008年8月25日－2008年10月31日)
- 演唱：方瑞娥

4.三生石(2008年11月3日－2008年12月18日)
- 演唱：李明洋、朱海君

### 片尾曲
1.買醉的人(2008年5月7日－2008年5月16日)
- 演唱：蔡小虎

2.愛情爐丹(2008年5月19日－2008年7月15日)
- 演唱：蔡小虎

3.團圓(2008年7月16日－2008年8月19日
- 演唱：黃千芸、蕭承祥

4.為何傷我這呢深(2008年8月20日－2008年9月30日)
- 演唱：鄧詠家

5.雪中情(2008年10月1日－2008年10月31日)
- 演唱：袁小迪、鄧詠家

6.寂寞Melody(2008年11月3日－2008年12月18日)
- 演唱：徐亨、鄧詠家

## 相關節目
- 天上聖母媽祖

## 外部連結
| 台視 八點檔（星期一~四20:00~22:10）節目    | 台視 八點檔（星期一~四20:00~22:10）節目 | 台視 八點檔（星期一~四20:00~22:10）節目 |
| ------------------------------------------ | --------------------------------------- | --------------------------------------- |
|                                            | 懷玉傳奇 （2008年5月7日-2008年12月18日) |                                         |
| 天上聖母媽祖 （2008年3月12日-2008年5月6日) | 商道 （2008年12月22日-2009年2月12日）   |                                         |

| Astro歡喜台 八點檔（星期一~五21:30~22:30）節目 | Astro歡喜台 八點檔（星期一~五21:30~22:30）節目  | Astro歡喜台 八點檔（星期一~五21:30~22:30）節目 |
| ---------------------------------------------- | ----------------------------------------------- | ---------------------------------------------- |
|                                                | 懷玉傳奇 （2010年6月7日 - 2011年7月26日)        |                                                |
| 神機妙算劉伯溫 （2007年10月15日-2010年6月4日)  | 天上聖母媽祖 （2011年7月27日 - 2011年11月16日） |                                                |

| 香港凤凰卫视香港台 每天15:00-17:00        | 香港凤凰卫视香港台 每天15:00-17:00               | 香港凤凰卫视香港台 每天15:00-17:00 |
| ----------------------------------------- | ------------------------------------------------ | ---------------------------------- |
|                                           | 懷玉傳奇 千金媽祖 (2017年8月28日-11月13日)       |                                    |
| 清宮殘夢 （2017年7月24日－2017年8月27日） | 天上聖母媽祖 （2017年11月14日 - 2017年12月15日） |                                    |